# SCG5
Neuroendocrine protein 7B2 là một loại protein mà ở người được mã hóa bởi gen SCG5. Protein được biểu hiện bởi gen này được phân phối rộng rãi trong các mô thần kinh. Nó hoạt động như một protein chaperone cho proprotein convertase PC2 bằng cách ngăn chặn sự tổng hợp của protein này và cần thiết để sản xuất enzyme PC2 hoạt động. Nó là một protein bị rối loạn nội tại cũng có thể hoạt động như một người đi kèm cho các protein khác ngoài proPC2.